# Hey Joe
Hey Joe е американска популярна песен от 60-те години, превърнала се в рок стандарт. Истинският автор на песента е спорен въпрос, като мнозина сочат версията на Били Робъртс за оригинал. Най-известната версия на песента е сингълът издаден от The Jimi Hendrix Experience през зимата на 1966 година, който е и дебют на групата.

## Интересни факти
В запазените ранни демо версии може да се чуе Хендрикс, който е вбесен от лошия си глас. Напътстван от продуцента Чаз Чандлър, Хендрикс пее ниско като оставя групата да се чува на преден план. В интервю Чаз Чандлър споменава, че Хендрикс винаги е бил недоволен от гласа си, а самият Чандлър винаги се е стремял да изведе гласа му на преден план. Песента е изсвирена в Америка за пръв път по време на „Monterey Pop Festival“ през 1967 година. Това е песента, която впечатлява Чаз Чандлър, когато вижда Хендрикс за пръв път на сцената в малък клуб в Ню Йорк. Женските гласове в заден план са на женското трио „The Breakaways“, които са доведени в студиото от Чандлър. В обложката на албума „Are You Experienced?“ е отбелязано за Hey Joe – „блус аранжимент на 100-годишна каубойска песен“. Въпреки краткото соло, в изпълненията на живо Хендрикс го удължава до 2 минути, като в известна степен е чиста импровизация.
Джо си имал нова приятелка не се знае името но е сигурно...вече е забравил Деми